# 日本癌学会

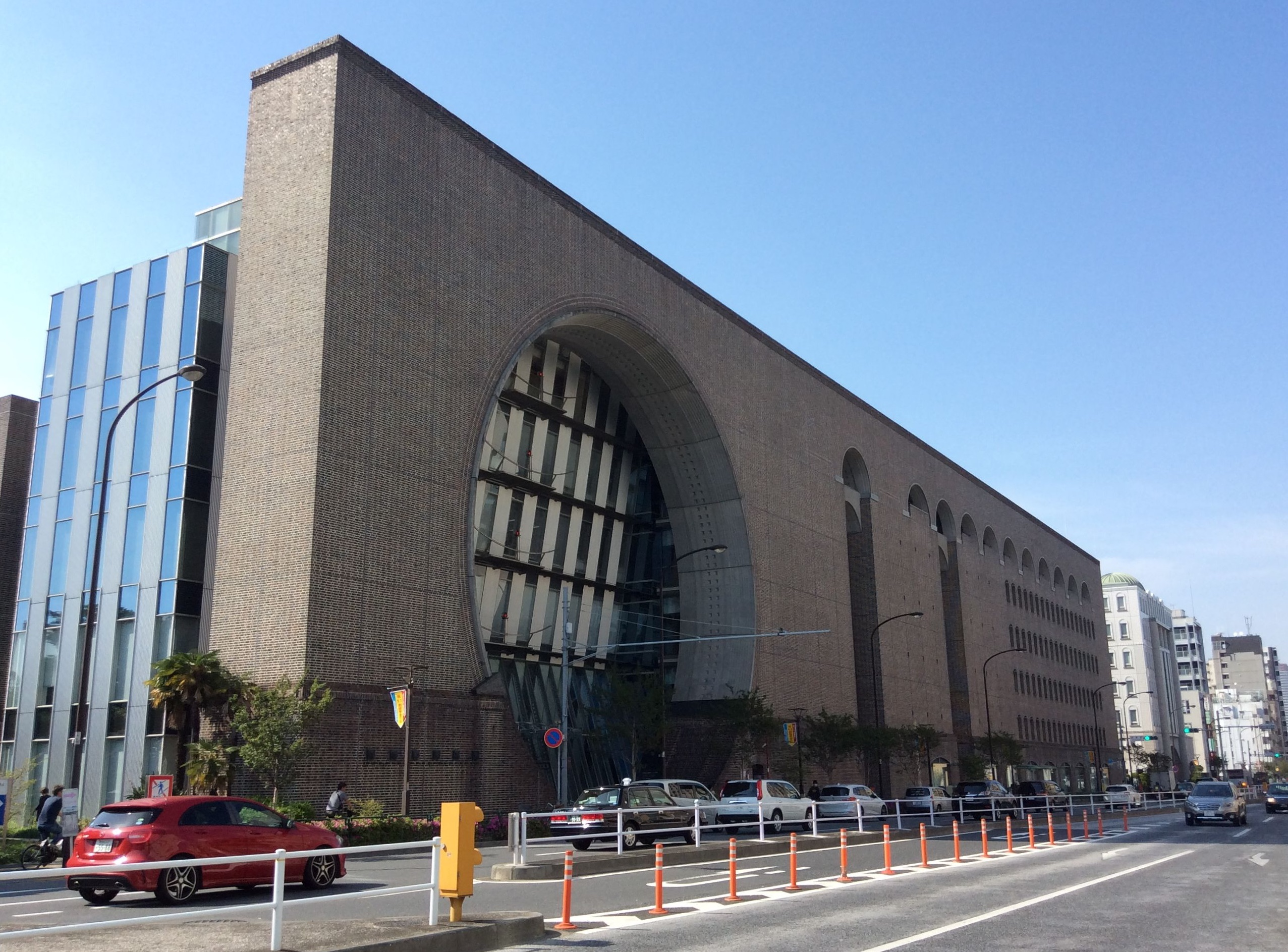
国際医学情報センターが入居する信濃町煉瓦館（2018年4月22日撮影）

日本癌学会（にほんがんがっかい、英語: The Japanese Cancer Association)は、日本医学会の分科会である。昭和16年4月5日に創立され、その事務局は東京都新宿区信濃町にある国際医学情報センター内に置かれ、癌研究の発達を図ることを目的としている。初代会長は長與又郎。

## 沿革
- 1941年（昭和16年）4月5日　 - 発足

## 関連事項
- 医学 / 歯学 / 薬学 / 看護学
- 腫瘍学